# Reggimenti dell'Esercito Italiano
I reggimenti dell'Esercito Italiano, attualmente in attività (2017) o dissolti, sono i seguenti.
La voce presenta i reggimenti elencati per arma e specialità, non per organizzazione. Può accadere che la denominazione di una brigata cui un reggimento appartiene faccia riferimento ad una specialità diversa da quella del reggimento stesso: ad esempio, la Brigata paracadutisti folgore include il 185º Reggimento artiglieria paracadutisti "Folgore" (specialità artiglieria) e il Reggimento "Savoia Cavalleria" (cavalleria), cioè reggimenti che non appartengono alla specialità "paracadutisti". Viceversa, il 185º Reggimento paracadutisti ricognizione acquisizione obiettivi "Folgore" non è inquadrato nella Brigata paracadutisti ma nel Comando forze speciali.
Può accadere che una certa unità sia stata riconfigurata nel corso del tempo e che sia passata da un'arma o specialità ad un'altra (es. 41º Gruppo specialisti artiglieria "Cordenons": artiglieria; si è trasformato in 41º Reggimento "Cordenons", trasmissioni. Oppure, il 13º Gruppo acquisizione obiettivi "Aquileia" è passato a 185º Reggimento paracadutisti ricognizione acquisizione obiettivi "Folgore" - distinguere da 13º Battaglione "Aquileia", ricostituito).

## Fanteria
- 1º Reggimento fanteria "Re", poi 1º Reggimento fanteria "San Giusto"
- 2º Reggimento fanteria "Re"
- 3º Reggimento fanteria "Piemonte"
- 4º Reggimento fanteria "Piemonte"
- 5º Reggimento fanteria "Aosta"
- 6º Reggimento fanteria "Aosta"
- 7º Reggimento fanteria "Cuneo"
- 8º Reggimento fanteria "Cuneo"
- 9º Reggimento fanteria "Regina", poi 9º Reggimento fanteria "Bari"
- 10º Reggimento fanteria "Regina"
- 11º Reggimento fanteria "Casale"
- 12º Reggimento fanteria "Casale"
- 13º Reggimento fanteria "Pinerolo"
- 14º Reggimento fanteria "Pinerolo"
- 15º Reggimento fanteria "Savona"
- 16º Reggimento fanteria "Savona"
- 17º Reggimento fanteria "Acqui", poi 17º Reggimento addestramento volontari "Acqui"
- 18º Reggimento fanteria "Acqui"
- 19º Reggimento fanteria "Brescia"
- 20º Reggimento fanteria "Brescia"
- 21º Reggimento fanteria "Cremona"
- 22º Reggimento fanteria "Cremona"
- 23º Reggimento fanteria "Como"
- 24º Reggimento fanteria "Como"
- 25º Reggimento fanteria "Bergamo"
- 26º Reggimento fanteria "Bergamo"
- 27º Reggimento fanteria "Pavia"
- 28º Reggimento "Pavia"
- 29º Reggimento fanteria "Assietta", poi 29º Reggimento fanteria "Pisa"
- 30º Reggimento fanteria "Assietta", poi 30º Reggimento fanteria "Pisa"
- 31º Reggimento fanteria "Siena"
- 32º Reggimento fanteria "Siena"
- 33º Reggimento fanteria "Livorno"
- 34º Reggimento fanteria "Livorno"
- 35º Reggimento fanteria "Pistoia"
- 36º Reggimento fanteria "Pistoia"
- 37º Reggimento fanteria "Ravenna"
- 38º Reggimento fanteria "Ravenna"
- 39º Reggimento fanteria "Bologna"
- 40º Reggimento fanteria "Bologna"
- 41º Reggimento fanteria "Modena"
- 42º Reggimento fanteria "Modena"
- 43º Reggimento fanteria "Forlì"
- 44º Reggimento fanteria "Forlì"
- 45º Reggimento "Reggio"
- 46º Reggimento fanteria "Reggio"
- 47º Reggimento fanteria "Ferrara", poi 47º Reggimento addestramento volontari "Ferrara"
- 48º Reggimento fanteria "Ferrara"
- 49º Reggimento fanteria "Parma"
- 50º Reggimento fanteria "Parma"
- 51º Reggimento fanteria "Alpi"
- 52º Reggimento fanteria "Alpi"
- 53º Reggimento fanteria "Umbria"
- 54º Reggimento fanteria "Umbria"
- 55º Reggimento fanteria "Marche"
- 56º Reggimento fanteria "Marche"
- 57º Reggimento fanteria "Abruzzi"
- 58º Reggimento fanteria "Abruzzi"
- 59º Reggimento fanteria "Calabria"
- 60º Reggimento fanteria "Calabria"
- 61º Reggimento fanteria "Sicilia"
- 62º Reggimento fanteria "Sicilia"
- 63º Reggimento fanteria "Cagliari"
- 64º Reggimento fanteria "Cagliari"
- 65º Reggimento fanteria "Valtellina", poi 65º Reggimento fanteria "Trieste"
- 66º Reggimento fanteria "Valtellina", poi 66º Reggimento fanteria "Trieste", poi 66º Reggimento fanteria aeromobile "Trieste"
- 67º Reggimento fanteria "Legnano"
- 68º Reggimento fanteria "Legnano"
- 69º Reggimento fanteria "Ancona"
- 70º Reggimento fanteria "Ancona"
- 71º Reggimento fanteria "Puglie"
- 72º Reggimento fanteria "Puglie"
- 73º Reggimento fanteria "Lombardia"
- 74º Reggimento fanteria "Lombardia"
- 75º Reggimento fanteria "Napoli"
- 76º Reggimento fanteria "Napoli"
- 77º Reggimento fanteria "Lupi di Toscana"
- 78º Reggimento fanteria "Lupi di Toscana"
- 79º Reggimento fanteria "Roma"
- 80º Reggimento addestramento volontari "Roma"
- 81º Reggimento fanteria "Torino"
- 82º Reggimento fanteria "Torino"
- 83º Reggimento fanteria "Venezia"
- 84º Reggimento fanteria "Venezia"
- 85º Reggimento addestramento volontari "Verona"
- 86º Reggimento fanteria "Verona"
- 87º Reggimento fanteria "Friuli"
- 88º Reggimento fanteria "Friuli"
- 89º Reggimento fanteria "Salerno"
- 90º Reggimento fanteria "Salerno"
- 91º Reggimento fanteria "Basilicata"
- 92º Reggimento fanteria "Basilicata"
- 93º Reggimento fanteria "Messina"
- 94º Reggimento fanteria "Messina"
- 95º Reggimento fanteria "Udine"
- 96º Reggimento fanteria "Udine"
- 97º Reggimento fanteria "Genova"
- 98º Reggimento fanteria "Genova"
- 99º Reggimento fanteria "Treviso"
- 100º Reggimento fanteria "Treviso"
- 111º Reggimento fanteria "Piacenza"
- 112º Reggimento fanteria "Piacenza"
- 113º Reggimento fanteria "Mantova"
- 114º Reggimento fanteria "Mantova"
- 115º Reggimento fanteria "Treviso"
- 116º Reggimento fanteria "Treviso"
- 117º Reggimento fanteria "Padova"
- 118º Reggimento fanteria "Padova"
- 119º Reggimento fanteria "Emilia"
- 120º Reggimento fanteria "Emilia" (poi 120º Battaglione fanteria d'arresto "Fornovo")
- 121º Reggimento fanteria "Macerata"
- 122º Reggimento fanteria "Macerata"
- 123º Reggimento fanteria "Chieti"
- 124º Reggimento fanteria "Chieti"
- 125º Reggimento fanteria "La Spezia"
- 126º Reggimento fanteria "La Spezia"
- 127º Reggimento fanteria "Firenze"
- 128º Reggimento fanteria "Firenze"
- 129º Reggimento fanteria "Perugia"
- 130º Reggimento fanteria "Perugia"
- 131º Reggimento fanteria "Lazio"
- 132º Reggimento fanteria "Lazio"
- 133º Reggimento fanteria "Benevento"
- 134º Reggimento fanteria "Benevento"
- 135º Reggimento fanteria "Campania"
- 136º Reggimento fanteria "Campania"
- 137º Reggimento fanteria "Barletta"
- 138º Reggimento fanteria "Barletta"
- 139º Reggimento fanteria "Bari"
- 140º Reggimento fanteria "Bari"
- 141º Reggimento fanteria "Catanzaro"
- 142º Reggimento fanteria "Catanzaro"
- 143º Reggimento fanteria "Taranto"
- 144º Reggimento fanteria "Taranto"
- 145º Reggimento fanteria "Catania"
- 146º Reggimento fanteria "Catania"
- 147º Reggimento fanteria "Caltanissetta"
- 148º Reggimento fanteria "Caltanissetta"
- 149º Reggimento fanteria "Trapani"
- 150º Reggimento fanteria "Trapani"
- 151º Reggimento fanteria "Sassari"
- 152º Reggimento fanteria "Sassari"
- 153º Reggimento fanteria "Novara"
- 154º Reggimento fanteria "Novara"
- 155º Reggimento fanteria "Alessandria"
- 156º Reggimento fanteria "Alessandria"
- 157º Reggimento fanteria "Liguria"
- 158º Reggimento fanteria "Liguria"
- 159º Reggimento fanteria "Milano"
- 160º Reggimento fanteria "Milano"
- 161º Reggimento fanteria "Ivrea"
- 162º Reggimento fanteria "Ivrea"
- 163º Reggimento fanteria "Lucca"
- 164º Reggimento fanteria "Lucca"
- 165º Reggimento fanteria "Liguria"
- 182º Reggimento fanteria corazzata "Garibaldi"
- 201º Reggimento fanteria "Sesia"
- 202º Reggimento fanteria "Sesia"
- 203º Reggimento fanteria "Tanaro"
- 204º Reggimento fanteria "Tanaro"
- 205º Reggimento fanteria "Lambro"
- 206º Reggimento fanteria "Lambro"
- 207º Reggimento fanteria "Taro"
- 208º Reggimento fanteria "Taro"
- 209º Reggimento fanteria "Bisagno"
- 210º Reggimento fanteria "Bisagno"
- 211º Reggimento fanteria "Pescara"
- 212º Reggimento fanteria "Pescara"
- 213º Reggimento fanteria "Arno"
- 214º Reggimento fanteria "Arno"
- 215º Reggimento fanteria "Tevere"
- 216º Reggimento fanteria "Tevere"
- 217º Reggimento fanteria "Volturno"
- 218º Reggimento fanteria "Volturno"
- 219º Reggimento fanteria "Sele"
- 220º Reggimento fanteria "Sele"
- 221º Reggimento fanteria "Ionio"
- 222º Reggimento fanteria "Ionio"
- 223º Reggimento fanteria "Etna"
- 224º Reggimento fanteria "Etna"
- 225º Reggimento fanteria "Arezzo"
- 226º Reggimento fanteria "Arezzo"
- 227º Reggimento fanteria "Rovigo"
- 228º Reggimento fanteria "Rovigo"
- 229º Reggimento fanteria "Campobasso"
- 230º Reggimento fanteria "Campobasso"
- 231º Reggimento fanteria "Avellino"
- 232º Reggimento fanteria "Avellino"
- 233º Reggimento fanteria "Lario"
- 234º Reggimento fanteria "Lario"
- 235º Reggimento addestramento volontari "Piceno"
- 236º Reggimento fanteria "Piceno"
- 237º Reggimento fanteria "Grosseto"
- 238º Reggimento fanteria "Grosseto"
- 239º Reggimento fanteria "Pesaro"
- 240º Reggimento fanteria "Pesaro"
- 241º Reggimento fanteria "Teramo"
- 242º Reggimento fanteria "Teramo"
- 243º Reggimento fanteria "Cosenza"
- 244º Reggimento fanteria "Cosenza"
- 245º Reggimento fanteria "Siracusa"
- 246º Reggimento fanteria "Siracusa"
- 247º Reggimento fanteria "Girgenti"
- 248º Reggimento fanteria "Girgenti"
- 249º Reggimento fanteria "Pallanza"
- 250º Reggimento fanteria "Pallanza"
- 251º Reggimento fanteria "Massa Carrara"
- 252º Reggimento fanteria "Massa Carrara"
- 253º Reggimento fanteria "Porto Maurizio"
- 254º Reggimento fanteria "Porto Maurizio"
- 255º Reggimento fanteria "Veneto"
- 256º Reggimento fanteria "Veneto"
- 257º Reggimento fanteria "Tortona"
- 258º Reggimento fanteria "Tortona"
- 259º Reggimento fanteria "Murge"
- 260º Reggimento fanteria "Murge"
- 261º Reggimento fanteria "Elba"
- 262º Reggimento fanteria "Elba"
- 263º Reggimento fanteria "Gaeta"
- 264º Reggimento fanteria "Gaeta"
- 265º Reggimento fanteria "Lecce"
- 266º Reggimento fanteria "Lecce"
- 267º Reggimento fanteria "Caserta"
- 268º Reggimento fanteria "Caserta"
- 269º Reggimento fanteria "Aquila"
- 270º Reggimento fanteria "Aquila"
- 271º Reggimento fanteria "Potenza"
- 272º Reggimento fanteria "Potenza"
- 273º Reggimento fanteria "Potenza"
- 274º Reggimento fanteria "Belluno"
- 275º Reggimento fanteria "Belluno"
- 276º Reggimento fanteria "Belluno"
- 277º Reggimento fanteria "Vicenza"
- 278º Reggimento fanteria "Vicenza"
- 279º Reggimento fanteria "Vicenza"
- 280º Reggimento fanteria "Foggia"
- 281º Reggimento fanteria "Foggia"
- 282º Reggimento fanteria "Foggia"
- 291º Reggimento fanteria "Zara"
- 292º Reggimento fanteria "Zara"
- 303º Reggimento fanteria "Piemonte"
- 309º Reggimento fanteria "Regina"
- 311º Reggimento fanteria "Casale"
- 313º Reggimento fanteria "Pinerolo"
- 317º Reggimento fanteria "Acqui"
- 321º Reggimento fanteria "Cremona"
- 331º Reggimento fanteria "Brennero"
- 336º Reggimento fanteria "Piceno"
- 340º Reggimento fanteria "Bari"
- 341º Reggimento fanteria "Modena"
- 343º Reggimento fanteria "Forlì"
- 350º Reggimento fanteria "Africa settentrionale"
- 359º Reggimento fanteria "Calabria"
- 363º Reggimento fanteria "Cagliari"
- 383º Reggimento fanteria "Venezia"
- 387º Reggimento fanteria "Friuli"

### Granatieri
- 1º Reggimento "Granatieri di Sardegna"
- 2º Reggimento "Granatieri di Sardegna"
- 3º Reggimento "Granatieri Guardie"
- 3º Reggimento "Granatieri di Lombardia"
- 4º Reggimento "Granatieri di Lombardia"
- 5º Reggimento "Granatieri di Napoli"
- 6º Reggimento "Granatieri di Napoli"
- 7º Reggimento "Granatieri di Toscana"
- 8º Reggimento "Granatieri di Toscana"
- 9º Reggimento "Granatieri di Savoia"
- 10º Reggimento "Granatieri di Savoia"

### Bersaglieri
- 1º Reggimento bersaglieri
- 2º Reggimento bersaglieri
- 3º Reggimento bersaglieri
- 4º Reggimento bersaglieri
- 5º Reggimento bersaglieri
- 6º Reggimento bersaglieri
- 7º Reggimento bersaglieri
- 8º Reggimento bersaglieri
- 9º Reggimento bersaglieri
- 10º Reggimento bersaglieri
- 11º Reggimento bersaglieri
- 12º Reggimento bersaglieri
- 13º Reggimento bersaglieri
- 14º Reggimento bersaglieri
- 15º Reggimento bersaglieri
- 16º Reggimento bersaglieri
- 17º Reggimento bersaglieri
- 18º Reggimento bersaglieri
- 19º Reggimento bersaglieri
- 20º Reggimento bersaglieri
- 21º Reggimento bersaglieri

### Alpini
- 1º Reggimento alpini
- 2º Reggimento alpini
- 3º Reggimento alpini
- 4º Reggimento alpini paracadutisti
- 5º Reggimento alpini
- 6º Reggimento alpini
- 7º Reggimento alpini
- 8º Reggimento alpini
- 9º Reggimento alpini
- 11º Reggimento alpini
- 12º Reggimento alpini
- 14º Reggimento alpini
- 15º Reggimento alpini
- 16º Reggimento alpini
- 18º Reggimento alpini

Nel 1928 l'Associazione Nazionale Alpini fu irreggimentata come "10º Reggimento alpini".

### Paracadutisti
- 183º Reggimento paracadutisti "Nembo", già 183º Reggimento fanteria "Nembo", poi ricostituitosi con quest'ultima denominazione
- 184º Reggimento fanteria "Nembo" (184º Reggimento paracadutisti "Nembo")
- 185º Reggimento fanteria "Nembo" (185º Reggimento paracadutisti "Nembo")
- 185º Reggimento paracadutisti ricognizione acquisizione obiettivi "Folgore"
- 186º Reggimento paracadutisti "Folgore"
- 187º Reggimento paracadutisti "Folgore"
- 9º Reggimento d'assalto paracadutisti "Col Moschin"

### Lagunari
- Reggimento lagunari "Serenissima"

### Arditi
- 10º Reggimento arditi

## Cavalleria
- 1º Reggimento "Nizza Cavalleria"
- 2º Reggimento "Piemonte Cavalleria"
- 3º Reggimento "Savoia Cavalleria"
- 4º Reggimento "Genova Cavalleria"

### Lancieri
- 5º Reggimento "Lancieri di Novara"
- 6º Reggimento "Lancieri di Aosta"
- 7º Reggimento "Lancieri di Milano"
- 8º Reggimento "Lancieri di Montebello"
- 9º Reggimento "Lancieri di Firenze"
- 10º Reggimento "Lancieri di Vittorio Emanuele II"
- 25º Reggimento "Lancieri di Mantova"
- 26º Reggimento "Cavalleggeri di Vercelli"

### Cavalleggeri
- 11º Reggimento "Cavalleggeri di Foggia"
- 12º Reggimento "Cavalleggeri di Saluzzo"
- 13º Reggimento "Cavalleggeri di Monferrato"
- 14º Reggimento "Cavalleggeri di Alessandria"
- 15º Reggimento "Cavalleggeri di Lodi"
- 16º Reggimento "Cavalleggeri di Lucca"
- 17º Reggimento "Cavalleggeri di Caserta"
- 18º Reggimento "Cavalleggeri di Piacenza"
- 19º Reggimento "Cavalleggeri Guide"
- 20º Reggimento "Cavalleggeri di Roma"
- 21º Reggimento "Cavalleggeri di Padova"
- 22º Reggimento "Cavalleggeri di Catania"
- 23º Reggimento "Cavalleggeri Umberto I"
- 24º Reggimento "Cavalleggeri di Vicenza"
- 27º Reggimento "Cavalleggeri di Aquila"
- 28º Reggimento "Cavalleggeri di Treviso"
- 29º Reggimento "Cavalleggeri di Udine"
- 30º Reggimento "Cavalleggeri di Palermo"

### Carristi
N.B.: I carristi sono una specialità della cavalleria dal 1999; in precedenza erano una specialità della fanteria.
- 1º Reggimento carri
- 2º Reggimento carri#Storia
- 3º Reggimento carri
- 4º Reggimento carri
- 31º Reggimento carri
- 32º Reggimento carri
- 33º Reggimento carri
- 63º Reggimento carri
- 131º Reggimento carri
- 132º Reggimento carri
- 133º Reggimento carri

## Artiglieria

### Terrestre

#### Artiglieria di linea
- 1º Reggimento artiglieria "Cacciatori delle Alpi"
- 2º Reggimento artiglieria "Metauro" (poi "Messina")
- 3º Reggimento artiglieria "Fossalta" (poi "Pistoia")
- 4º Reggimento artiglieria "Carnaro" (poi "Bergamo")
- 5º Reggimento artiglieria terrestre "Superga"
- 6º Reggimento artiglieria "Isonzo"
- 7º Reggimento difesa NBC "Cremona" (già 7º Reggimento artiglieria "Cremona")
- 8º Reggimento artiglieria terrestre "Pasubio"
- 9º Reggimento artiglieria "Brennero"
- 10º Reggimento artiglieria "Volturno" (poi "Bologna")
- 11º Reggimento artiglieria da campagna "Legnano"
- 12º Reggimento artiglieria "Della Sila" (poi "Savona")
- 13º Reggimento artiglieria "Granatieri di Sardegna"
- 14º Reggimento artiglieria "Delle Murge" (poi "Ferrara")
- 15º Reggimento artiglieria "Montenero" (poi "Puglie")
- 16º Reggimento artiglieria "Sabauda"
- 17º Reggimento artiglieria "Sforzesca" (oggi reggimento artiglieria contraerei)
- 18º Reggimento artiglieria "Del Gran Sasso" (poi "Pinerolo"; oggi reggimento artiglieria contraerei)
- 19º Reggimento artiglieria "Di Gavinana" (poi "Venezia")
- 20º Reggimento artiglieria "Piave"
- 21º Reggimento artiglieria terrestre "Trieste"
- 22º Reggimento artiglieria "Vespri" (poi "Aosta")
- 23º Reggimento artiglieria "Del Timavo" (poi "Re")
- 24º Reggimento artiglieria terrestre "Peloritani"
- 25º Reggimento artiglieria "Assietta"
- 26º Reggimento artiglieria "Rubicone" (poi "Pavia")
- 27º Reggimento artiglieria terrestre "Marche"
- 28º Reggimento artiglieria terrestre "Livorno"
- 29º Reggimento artiglieria "Di Cosseria" (poi "Modena")
- 30º Reggimento artiglieria "Leonessa" (poi "Lupi di Toscana")
- 32º Reggimento artiglieria "Marche"
- 33º Reggimento artiglieria terrestre "Acqui"
- 34º Reggimento artiglieria "Sassari"
- 35º Reggimento artiglieria "Friuli"
- 36º Reggimento artiglieria "Forlì"
- 37º Reggimento artiglieria "Cosseria"
- 40º Reggimento artiglieria "Caprera" / "Calabria"
- 41º Reggimento artiglieria "Firenze"
- 42º Reggimento artiglieria "Sabratha"
- 43º Reggimento artiglieria "Sirte"
- 44º Reggimento artiglieria "Marmarica"
- 45º Reggimento artiglieria "Cirene"
- 46º Reggimento artiglieria "Trento"
- 47º Reggimento artiglieria "Bari"
- 48º Reggimento artiglieria terrestre "Taro"
- 49º Reggimento artiglieria "Parma"
- 50º Reggimento artiglieria "Regina"
- 51º Reggimento artiglieria "Siena"
- 52º Reggimento artiglieria "Torino"
- 53º Reggimento artiglieria "Arezzo"
- 54º Reggimento artiglieria "Napoli"
- 55º Reggimento artiglieria "Brescia"
- 56º Reggimento artiglieria "Casale"
- 57º Reggimento artiglieria "Lombardia"
- 58º Reggimento artiglieria "Legnano"
- 59º Reggimento artiglieria "Cagliari"
- 60º Reggimento artiglieria "Granateri"
- 80º Reggimento artiglieria "La Spezia"
- 108º Reggimento artiglieria "Cosseria"
- 117º Reggimento artiglieria "Rovigo"
- 120º Reggimento artiglieria "Po"
- 121º Reggimento artiglieria "Ravenna" (oggi contraerei)
- 151º Reggimento artiglieria "Perugia"
- 152º Reggimento artiglieria "Piceno"
- 153º Reggimento artiglieria "Macerata"
- 154º Reggimento artiglieria "Murge"
- 155º Reggimento artiglieria "Emilia"
- 156º Reggimento artiglieria "Vicenza"
- 157º Reggimento artiglieria "Novara"
- 158º Reggimento artiglieria "Zara"
- 159º Reggimento artiglieria "Veneto"
- 166º Reggimento artiglieria per divisione di fanteria
- 184º Reggimento artiglieria terrestre "Nembo"
- 185º Reggimento artiglieria paracadutisti "Folgore"
- 205º Reggimento artiglieria "Bologna"

#### Artiglieria da montagna
- 1º Reggimento artiglieria terrestre (montagna)
- 2º Reggimento artiglieria terrestre "Vicenza"
- 3º Reggimento artiglieria terrestre (montagna)
- 5º Reggimento artiglieria terrestre (montagna)
- 6º Reggimento artiglieria terrestre (montagna)

#### Artiglieria di corpo d'armata
- 1º Reggimento artiglieria pesante campale
- 2º Reggimento artiglieria da campagna semovente (fino al 1993, 2º Gruppo artiglieria pesante campale "Potenza")
- 3º Reggimento artiglieria pesante campale (poi 3º Reggimento artiglieria pesante?)
- 4º Reggimento artiglieria pesante campale
- 5º Reggimento artiglieria pesante campale
- 6º Reggimento artiglieria pesante campale
- 7º Reggimento artiglieria pesante campale
- 8º Reggimento artiglieria pesante campale
- 9º Reggimento artiglieria pesante campale
- 10º Reggimento artiglieria pesante campale
- 11º Reggimento artiglieria da campagna semovente "Teramo"
- 12º Reggimento artiglieria pesante campale

#### Artiglieria d'armata
- 1º Reggimento artiglieria pesante
- 2º Reggimento artiglieria pesante
- 3º Reggimento artiglieria pesante (oggi 3º Gruppo missili "Volturno")
- 4º Reggimento artiglieria pesante
- 5º Reggimento artiglieria pesante
- 6º Reggimento artiglieria pesante
- 7º Reggimento artiglieria pesante
- 8º Reggimento artiglieria pesante
- 9º Reggimento artiglieria pesante (oggi 9º Gruppo artiglieria pesante "Rovigo")

#### Artiglieria celere
- Reggimento artiglieria terrestre a cavallo
- 131º Reggimento artiglieria "Centauro"
- 132º Reggimento artiglieria corazzata "Ariete"

### Artiglieria contraerei
- 2º Reggimento artiglieria contraerei
- 3º Reggimento artiglieria contraerei
- 4º Reggimento artiglieria contraerei "Peschiera"
- 5º Reggimento artiglieria contraerei
- 8º Reggimento artiglieria contraerei
- 17º Reggimento artiglieria contraerei "Sforzesca"
- 18º Reggimento artiglieria contraerei
- 121º Reggimento artiglieria contraerei "Ravenna"

## Genio

### Pionieri
- 6º Reggimento genio pionieri

### Pontieri
- 2º Reggimento genio pontieri

### Ferrovieri
- Reggimento genio ferrovieri

### Guastatori
- 2º Reggimento genio guastatori alpino
- 3º Reggimento genio guastatori
- 4º Reggimento genio guastatori
- 5º Reggimento genio guastatori
- 10º Reggimento genio guastatori
- 11º Reggimento genio guastatori
- 21º Reggimento genio guastatori
- 32º Reggimento genio guastatori alpino
- 8º Reggimento genio guastatori paracadutisti "Folgore"

## Trasmissioni

### Telematica
- 1º Reggimento trasmissioni
- 2º Reggimento trasmissioni
- 3º Reggimento trasmissioni
- 7º Reggimento trasmissioni
- 11º Reggimento trasmissioni
- 32º Reggimento trasmissioni
- 41º Reggimento trasmissioni
- 43º Reggimento trasmissioni
- 45º Reggimento trasmissioni
- 46º Reggimento trasmissioni
- 232º Reggimento trasmissioni

### Guerra elettronica
- 33º Reggimento EW
- 41º Reggimento "Cordenons"

### Reggimenti TLC
- 44º Reggimento sostegno TLC "Penne"
- 184º Reggimento sostegno TLC "Cansiglio"

## Trasporti e materiali
- Reggimento logistico "Aosta"
- Reggimento logistico "Ariete"
- Reggimento logistico "Folgore"
- Reggimento logistico "Garibaldi"
- Reggimento logistico "Julia"
- Reggimento logistico "Pinerolo"
- Reggimento logistico "Taurinense"

## Aviazione
- 1º Reggimento aviazione dell'Esercito "Antares"
- 2º Reggimento aviazione dell'Esercito "Sirio"
- 3º Reggimento elicotteri per operazioni speciali "Aldebaran"
- 4º Reggimento aviazione dell'Esercito "Altair"
- 5º Reggimento aviazione dell'Esercito "Rigel"
- 7º Reggimento aviazione dell'Esercito "Vega"
- 1º Reggimento di sostegno AVES "Idra"
- 2º Reggimento di sostegno AVES "Orione"
- 3º Reggimento di sostegno AVES "Aquila"
- 4º Reggimento di sostegno AVES "Scorpione"